# Ruský Hrabovec
Ruský Hrabovec je naseljeno mjesto u okrugu Sobrance u Košickom kraju u Slovačkoj.

## Stanovništvo
| Godina:     | 1993. | 2003.   | 2013.    | 2023.    |
| ----------- | ----- | ------- | -------- | -------- |
| Broj ljudi: | 404   | 366     | 316      | 284      |
| Razlika:    |       | -9,40 % | -13,66 % | -10,12 % |

| Godina:     | 2022. | 2023.   |
| ----------- | ----- | ------- |
| Broj ljudi: | 286   | 284     |
| Razlika:    |       | -0,69 % |

Prema podatcima o broju stanovnika iz 2023. godine naselje je imalo 284 stanovnika.

## Vanjske poveznice
|  | Zajednički poslužitelj ima još gradiva o temi Ruský Hrabovec |

- Službena stranica naselja (sl.)